# 雌二醇
雌二醇（estradiol，E2），全称17β-雌二醇，是卵巢分泌的类固醇激素。是主要的雌性激素，负责调节女性特征、附属性器官的成熟和月经-排卵周期，促进乳腺导管系统的产生。雌二醇等雌激素的血清浓度在月经周期中周期变化，除去卵泡期早期，生育年龄女性雌二醇的血清浓度略高于雌酮，为浓度水平最高的雌激素。怀孕期间血清浓度高的是雌三醇，更年期是雌酮。三种激素在体内可相互转化，其它两者可看做雌二醇的代谢产物。雌二醇在男性体内作为睾酮的代谢产物同样存在，其血清浓度（< 35 pg/mL）相当于绝经后的妇女。雌二醇与雌酮可相互转化。雌二醇不仅对生殖和性功能有重要作用，也影响例如骨骼的其它器官。

## 生物合成
在人類和其它高等动物体内，类固醇激素都是由胆固醇所衍生的。胆固醇经氧化和侧链断裂生成孕烯醇酮，然后依次生成孕酮，17α-羟-孕酮，至一个关键中间体雄烯二酮。雄烯二酮的一部分转换为睾酮，经芳香化酶转化为雌二醇。另一条途径雄烯二酮经芳构化生成雌酮，随后被转化为雌二醇。
颗粒细胞、卵泡膜细胞、胎盘、肾上腺皮质和睾丸间质细胞可产生雌二醇。生育年龄期间的女性，雌二醇主要由在卵泡膜滤泡细胞生成的雄烯二酮经卵巢颗粒细胞代谢产生。性腺以外的器官和组织例如脂肪细胞也产生雌二醇，甚至在女性绝经以后。尽管雌二醇不易通过血脑屏障从循环系统进入大脑，但它是睾酮的两种活性代谢产物之一（另一种是二氢睾酮），因此能在大脑内产生。
对于植物，已发现菜豆的雌二醇合成。

## 作用机理
雌二醇是最有效的天然雌激素，其作用机理大致为穿过细胞膜，与细胞质中的专一性受体结合，形成复合体。结合后雌二醇构象发生改变，对DNA的亲和力大大增加。这个复合体从细胞质移动到细胞核，与染色质结合，激活相应基因的转录活性，从而有大量mRNA合成，再合成大量特定蛋白质。例如雌二醇促进子宫生长的机理。雌二醇与两种受体ERα和ERβ结合。同样与这些受体结合的药物称为选择性雌激素受体调节剂（SERM），用于治疗骨质疏松等。

## 代谢
在血浆中，雌二醇主要是与性激素结合球蛋白或白蛋白结合，只有一小部分游离的（2.21％±0.04％）具生物活性在整个月经周期中此百分比保持不变。 雌二醇代谢包括转化为活性相对较低的雌酮和雌三醇。在肝脏中与硫酸盐和葡萄糖醛酸结合，再经肾脏排出。一些水溶性的结合物由胆管排出，部分水解后又从肠道重吸收。这种肠肝循环有助于雌二醇水平的保持。

## 检验
对于女性，血清雌二醇水平由临床实验室测定，主要反映卵巢的活动，因此对闭经，月经功能障碍的诊断与雌激素活性和更年期的状态的判断有帮助。此外，检测还用于生育治疗期间检测卵泡发育。产雌激素肿瘤会导致高水平的雌二醇和其它雌激素。对于性早熟个体，雌二醇水平不适当地升高。

### 范围
孩童與青少年：
1-14 天：新生兒的雌二醇水平在出生時非常高，但會在幾天內降至青春期前水平。

成年：

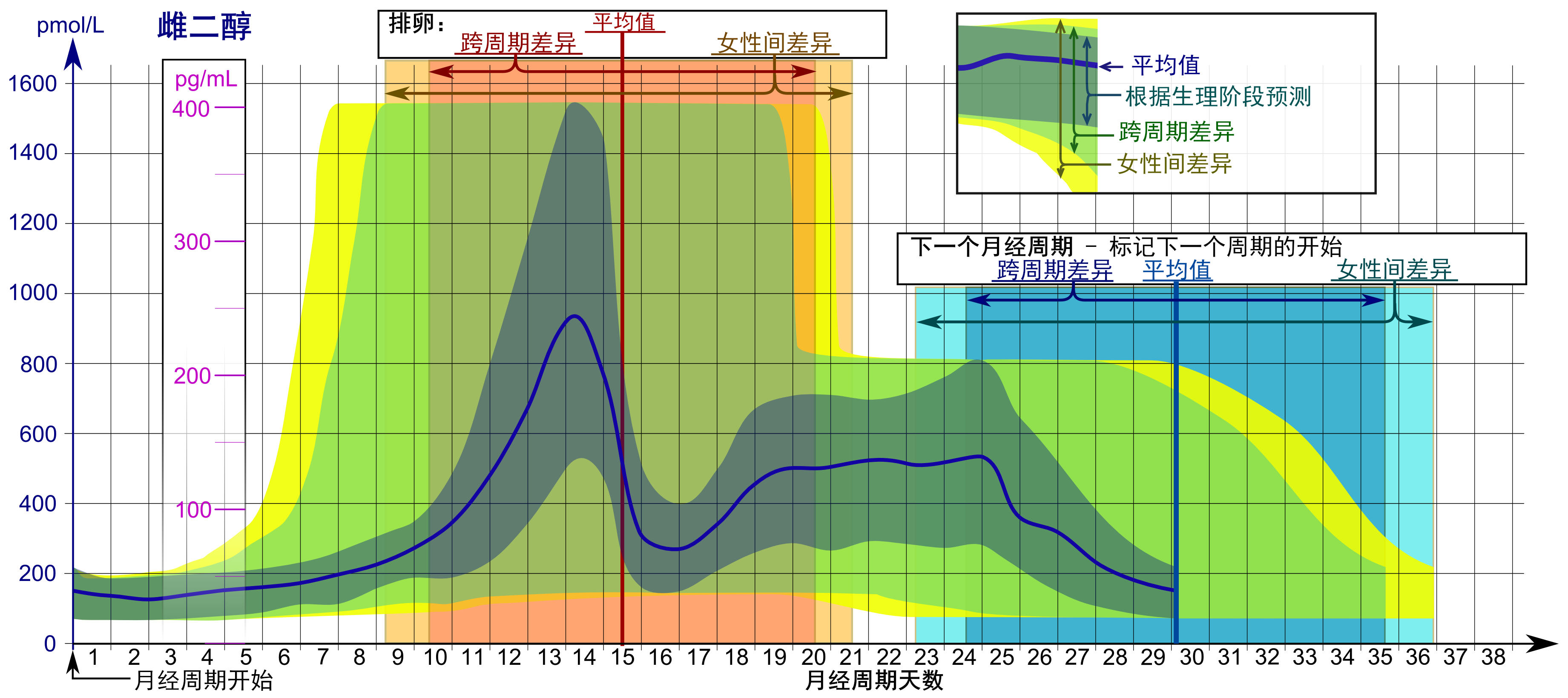
雌二醇的血液检验项目正常参考值范围

| 雌二醇的血液检验项目正常参考值范围      | 雌二醇的血液检验项目正常参考值范围 | 雌二醇的血液检验项目正常参考值范围 | 雌二醇的血液检验项目正常参考值范围 |
| --------------------------------------- | ---------------------------------- | ---------------------------------- | ---------------------------------- |
| 患者类型                                | 下限值                             | 上限值                             | 单位                               |
| 成年男性                                | 50                                 | 200                                | pmol/L                             |
| 成年男性                                | 14                                 | 55                                 | pg/mL                              |
| 成年女性 （卵泡期，月经周期第五天）     | 70 95% PI （标准）                 | 500 95% PI                         | pmol/L                             |
| 成年女性 （卵泡期，月经周期第五天）     | 110 90% PI (在图表中)              | 220 90% PI                         | pmol/L                             |
| 成年女性 （卵泡期，月经周期第五天）     | 19 (95% PI)                        | 140 (95% PI)                       | pg/mL                              |
| 成年女性 （卵泡期，月经周期第五天）     | 30 (90% PI)                        | 60 (90% PI)                        | pg/mL                              |
| 成年女性 （排卵前）                     | 400                                | 1500                               | pmol/L                             |
| 成年女性 （排卵前）                     | 110                                | 410                                | pg/mL                              |
| 成年女性 （黄体期）                     | 70                                 | 600                                | pmol/L                             |
| 成年女性 （黄体期）                     | 19                                 | 160                                | pg/mL                              |
| 成年女性 （游离雌二醇，不与蛋白质结合） | 0.5                                | 9                                  | pg/mL                              |
| 成年女性 （游离雌二醇，不与蛋白质结合） | 1.7                                | 33                                 | pmol/L                             |
| 绝经后的女性                            | N/A                                | < 130                              | pmol/L                             |
| 绝经后的女性                            | N/A                                | < 35                               | pg/mL                              |